# Житомирський театр імені Івана Кочерги
Жито́мирський теа́тр імені Іва́на Кочерги, повна офіційна назва Комунальне підприємство «Жито́мирський академічний украї́нський музи́чно-драмати́чний теа́тр і́мені І. А. Кочерги́» Житомирської обласної ради — академічний український музично-драматичний театр у місті Житомирі, головна театральна сцена Житомирщини.

## Загальна інформація
Театр розташований у спеціально зведеному приміщенні в само́му середмісті (на центральній площі) Житомира за адресою:
 м-н. Соборний, 6, м. Житомир-10014 (Україна).
Велика функціональна будова театру має велику і малу глядацькі зали, репетиційні та службові приміщення.
Директор-художній керівник театру — заслужений працівник культури України Наталія Ростова, головний режисер театру — заслужений діяч мистецтв України Наталія Тімошкіна.

## З історії театру

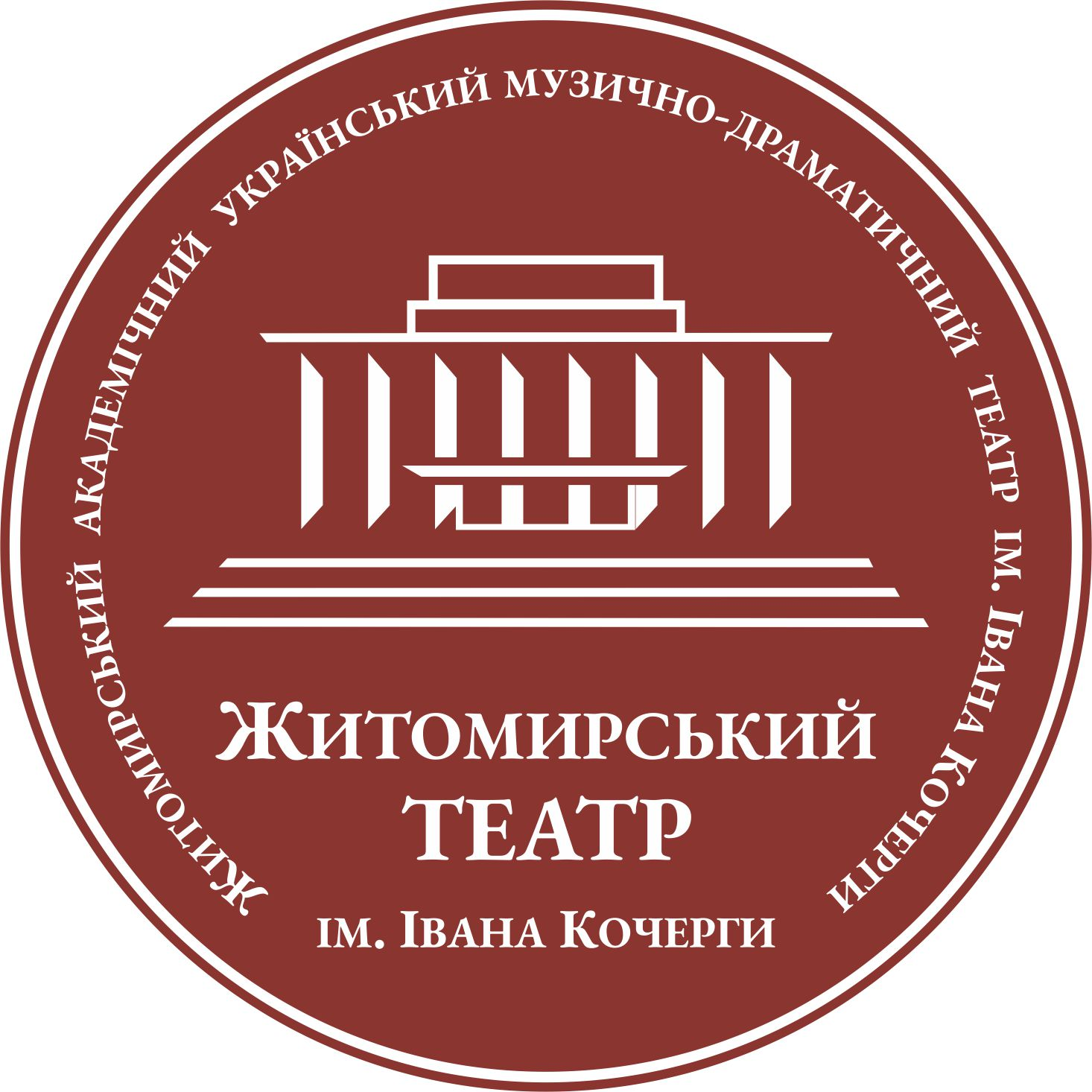

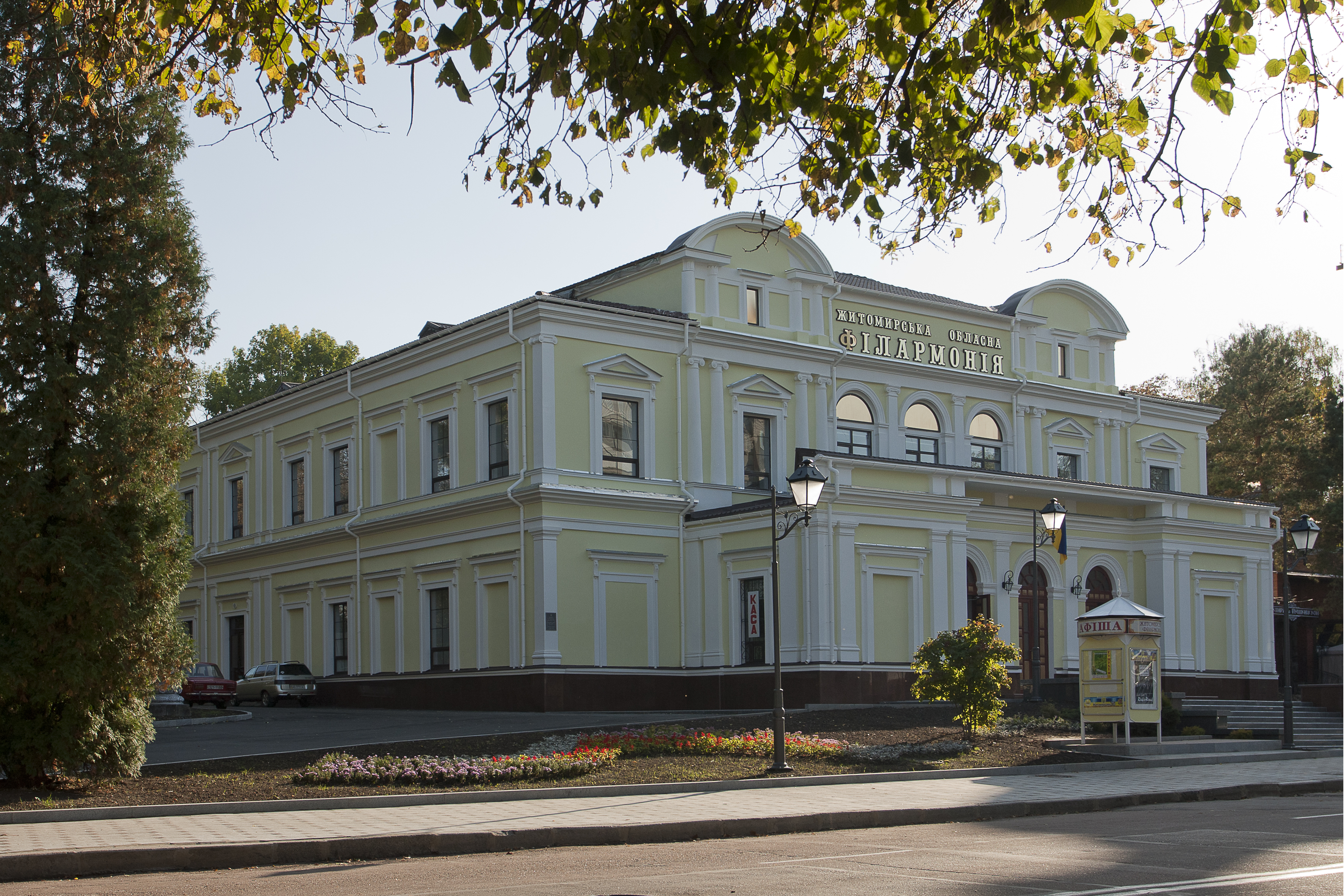
Перший мурований театр в Україні (нині Житомирська філармонія імені Святослава Ріхтера)

Житомир має давні театральні традиції. Ще наприкінці XVIII століття громадськістю міста неодноразово порушувалось питання про будівництво приміщення для стаціонарного театру. Місто стало одним із небагатьох, у яких уже на початку XIX століття існували театри, — вже 1809 року в Житомирі було побудоване перше стаціонарне приміщення театру за ініціативою волинського губернатора М. І. Камбурлея.
У 1858 році було збудовано перший кам'яний театр в Україні, який і сьогодні є окрасою архітектури міста (тепер тут міститься обласна державна філармонія).
Це приміщення, зокрема, пам'ятає знаменитих акторів М. Кропивницького, М. Заньковецьку, В. Комісаржевську, А. Оларіджа, П. Віардо, яку тут слухав видатний письменник Іван Тургенєв.

### Початок становлення Житомирського драмтеатру
Восени 1920 року в Житомирі створюється український «Незалежний театр», пізніше на його місце заступає Перший державний драматичний театр ім. Шевченка. У 1929 році у Житомирі розміщується Київський обласний театр ім. КОРПС (Київської обласної ради профспілок), у 1933 році до нього приєднується творчий склад Першого Житомирського українського театру. В 1934 році розпочав своє творче життя український музично-драматичний театр, художнім керівником якого до 1941 року був видатний митець Володимир Магар (з 1960 р.– народний артист СРСР).
Власне Житомирський академічний український музично-драматичний театр заснований і розпочав свою роботу 8 січня 1944 року і як сповіщала газета «Радянська Житомирщина»: «Сьогодні п'єсою „Наталка Полтавка“ розпочинає свій театральний сезон міський театр». Це був день народження нинішнього колективу Житомирського театру імені Івана Кочерги.          
У 1946 році завлітом театру працює — поет і перекладач, колишній священник Української автокефальної православної церкви, член Спілки письменників України Микола Васильович Хомичевський, більше відомий під псевдонімом Борис Тен (до 1963 року).
У 1959—1963 роках головним режисером був учень Леся Курбаса Микола Станіславський.
У 1964—1966 роках головним режисером театру був заслужений артист УРСР Олександр Горбенко. Великого резонансу набула його вистава «Правда і кривда» М. Стельмаха.
У 1966 році значною подією в історії театру стало спорудження нового приміщення з великою і малою глядацькими залами, репетиційними і службовими приміщеннями (архітектор Б. Жежерін) на центральній площі Житомира, що стало значною подією в культурному житті міста й історії театру та Житомира.
З 1963 по 1966 роки директором і художнім керівником Житомирського музично-драматичного театру був Бори́с Гео́ргійович Шарварко (народний артист УРСР з 1984, український режисер фестивалів, концертних програм, театралізованих вистав), на його долю випало брати участь в будівництві та вводити нове приміщення театру в експлуатацію.
1959—1971 років режисером театру працює Л. І. Каневський (1907—1971; учень В. Василька та В. Магара) («Оргія» Л. Українки, «Розплата» О. Корнійчука, «Останні» М. Горького, «Маруся Богуславка» М. Старицького, «Мірандоліна» К. Гольдоні).
Починаючи від 1968 року на тривалий і плідний період театр очолив народний артист України В. П. Толок. Його відомі вистави: «Зачарований вітряк» М. Стельмаха, «Камінний господар», «Лісова пісня» Лесі Українки, «Ярослав Мудрий» І. Кочерги, «Пора жовтого листя» М. Зарудного, «Весілля в Малинівці» Л. Юхвід.
Режисером працював Анатолій Петрович Грінченко («Поріг» О. Дударєва, «За двома зайцями» М. Старицького, «Поцілунок Чаніти» Ю. Мілютіна).
У 1981 році до святкування 100-літного ювілею українського драматурга Івана Антоновича Кочерги постановою Ради міністрів УРСР театру присвоєно його ім'я — Житомирський обласний український музично-драматичний театр імені Івана Кочерги.
З 1991 року театр очолював народний артист України Леонід Іванович Данчук. Репертуар поповнюється такими його виставами: «Король вальсу» Й. Штрауса, «Весілля Фігаро» Бомарше, «Моя чарівна леді» Б. Шоу тощо. Плідно працюють у цей період режисери:
- н. а. України Григорій Артеменко («За двома зайцями» М. Старицького, «Сирена і Вікторія» О. Галіна, «Коханий нелюб» Я. Стельмаха, «Мазепа» Б. Лепкого тощо); — з.а. України Володимир Савченко, в період від 1985 по 1992 роки здійснив ряд постановок («П'ять брильянтів Тев'є молочника» Ш. Алейхема, «Марко в пеклі», «Фея гіркого мигдалю» І. Кочерги, «Кажан» Й. Штрауса тощо).
З 1993 року невтомно працював у театрі заслужений діяч мистецтв України, композитор, диригент Олександр Стецюк. Він створив, перш за все, міцний професійний колектив оркестру. Написав музику до багатьох вистав, серед них «І сміх, і гріх…» за п'єсою О. Корнійчука, «В степах України», «За двома зайцями» М. Старицького, зробив транскрипцію та аранжування музики В. А. Моцарта до вистави «Весілля Фігаро» Бомарше.
Вагомий внесок у розвиток театрального мистецтва зробили: н.а. УРСР П. Кукуюк, н.а. УРСР В. Нестеренко, н. а. України Василь Яременко, н.а. України Григорій Артеменко, н.а. України Нонна Гурська, н.а. України Анатолій Гурський, Жанна Кострова, з.а. України Любов Литовка, з.а. України Ніна Кривень, з.а. України Катерина Яблонська, з.а. України Надія Артеменко, з.а. України Володимир Берелет, з.а. України Микола Шекера, з.а. України Михайло  Баклан, з.а. України Фелікс Чернюк, з.а. України Галина Сергеєва, Анатолій Сергеєв, з.а. України Анатолій Медвєдєв, з.а. України Василь Макаренко, та багато інших. Майже три десятки років головним художником в Житомирському театрі ім. Івана Кочерги — був Валерій Кулавін.

### Сучасний етап

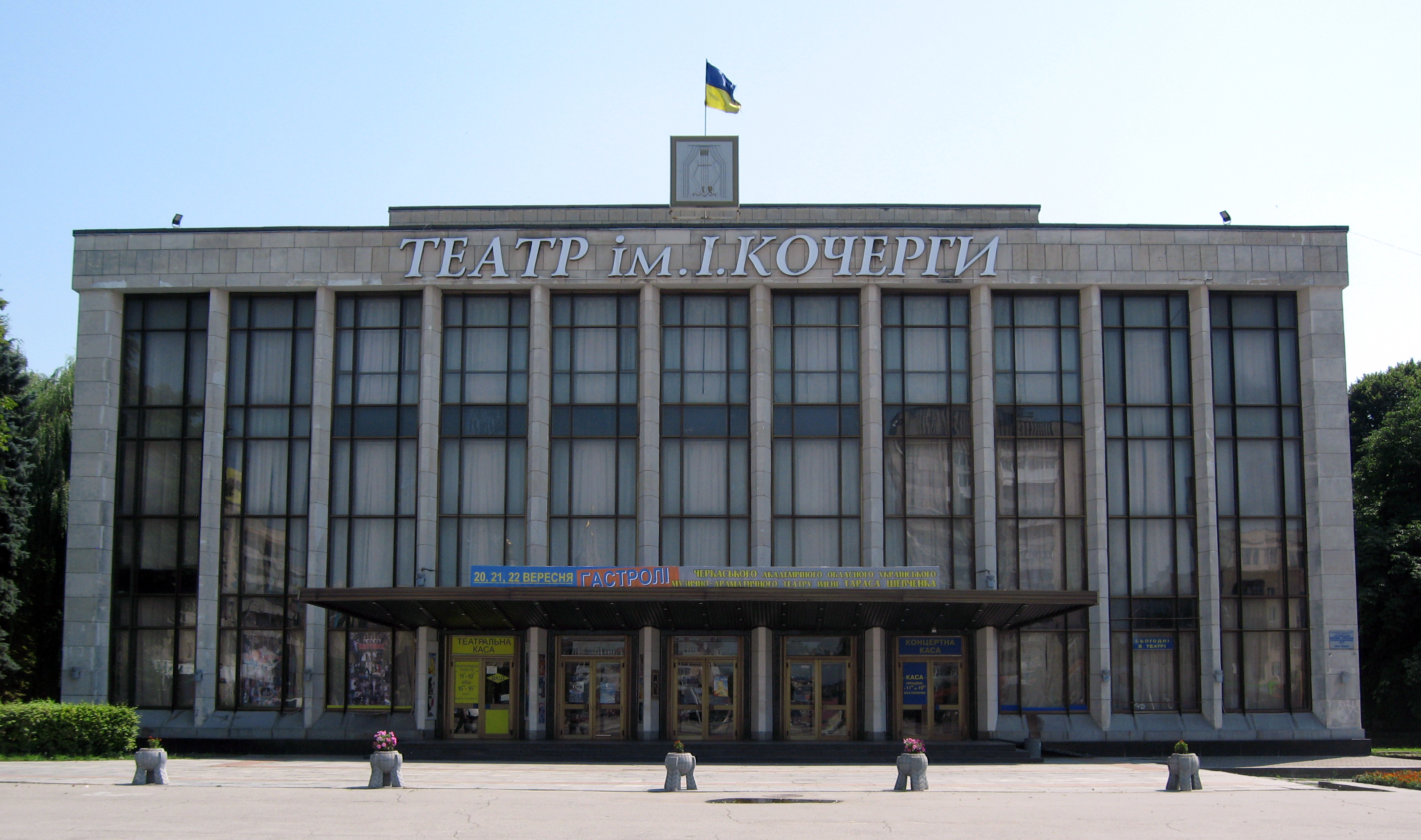
Фасад театру

2005 рік стає визначним для подальшого розвитку Житомирського театру. Театр очолює нове керівництво: директор — заслужений працівник культури України Наталія Ростова, художній керівник — заслужений діяч мистецтв України Наталія Тімошкіна. Житомирський театр починає відлік новітньої історії.
Життя театру стало багатограннішим та почало розвиватися стрімкіше. Така спільна політика керівництва театру спричинила голосний резонанс у місті Житомирі і за його межами.
У 2012 році рішенням експертної комісії Мінкультури України Житомирському театру присвоєно статус «Академічний».
Житомирському театру є чим пишатися у минулому, є чим жити і творити сьогодні, старанно вибудовуючи своє майбутнє — майбутнє перспективного елітного українського театру.
Результатом плідної творчої праці є призові місця у Міжнародних та Всеукраїнських фестивалях.
Беручи участь у ІХ Міжнародному театральному фестивалі «Класика сьогодні» (м. Дніпродзержинськ) вистава «Украдене щастя» у трактуванні режисера вистави — заслуженого діяча мистецтв України Наталії Тімошкіної нагороджена Гран-Прі.
У 2009 році — нагорода у номінації «За кращий акторський ансамбль» з виставою «Божі тварі» (режисера Н. Тімошкіна) на Міжнародному фестивалі «Данапріс» м. Запоріжжя, а у 2010 році — нагорода «За найкращу режисерську роботу» (саркастична комедія «Тінь» Є. Шварца, режисера Н. Тімошкіна) на Міжнародному фестивалі театрального мистецтва"Данапріс-2010" м. Запоріжжя. Перше місце з виставою у стилі комедія-жарт за твором М.Гоголя «Одруження» (режисер заслужений артист України Петро Авраменко) у "Відкритому регіональному фестивалі театрального мистецтва «В гостях у Гоголя» (1-7 квітня 2017 р.) м. Полтава.
У 2016 році Житомирський театр став дипломантом VIII Відкритому регіональному фестивалі театрального мистецтва «В гостях у Гоголя» з виставою «Украдене щастя»(режисер з. д. м. України Н. Тімошкіна).
Травень 2017 року — І місце у  Всеукраїнському щорічному Фестивалі-конкурсі «ART-UKRAINE» — 2017 (м. Київ) вистава «Украдене щастя» І.Франка.
У червні 2017 року на сцені Національного Академічного Драматичного театру імені Івана Франка Житомирський театр з виставою «Украдене щастя» став переможцем серед театрів України.
2018 року вистава режисера з.а України П. Авраменка «Вій» стала фаворитом XX Міжнародного театрального фестивалю «Мельпомена Таврії» у м. Херсон.
У 2019 році трупа Житомирського театру вирішила розширити межі «театральної карти» і відвідала 58-й Міжнародний фестиваль драми і художнього слова ім. О.Духновича республіка Словаччина, м. Пряжев з виставами «Украдене щастя», режисер — з. д. м. України Н. Тімошкіна та казкою «Муха-цокотуха», режисер — І. Антонюк.
Яскравими особистостями в театрі залишаються заслужені  артисти України — режисер Петро Авраменко, артисти — Лілія Берелет, Марина Букша, Марина Демб, Ольга Карпович, Оксана Павлова, Олександр Шкарупа, Олександр Яремчук, Яніна Яремчук, заслужений діяч мистецтв Польщі Микола Варфоломєєв, заслужений діяч мистецтв Польщі Тетяна Соломійчук.
Серед провідних акторів театру — народний артист України Микола Карпович.
В 2020 році у зв'язку з карантином, в залі може перебувати до 50 % глядачів. В театрі місця поділені за допомогою спеціальної стрічки задля того, щоб карантинні вимоги виконувалися. На виставах глядачі перебувають у захисних масках. Зал підготовлений, обмежений, а місця розподілені.[]
10 листопада 2021 року комісія Житомирської обласної ради з питань бюджету та фінансів підтримала виділення коштів на ремонтно-реставраційні роботи Драмтеатру за 5 мільйонів гривень. Загальна вартість ремонтно-реставраційних робіт складає 121 млн 849 тис. 427 грн.

## Репертуар
В репертуарі театру є драми, трагедії, комедії, дитячі казки, а також новаторські неординарні експериментальні вистави.
Необхідно окремо виділити в репертуарі театру сучасну притчу «Божі тварі» за п'єсою М.Ладо «Дуже простенька історія», режисер — заслужений діяч мистецтв  України Наталія Тімошкіна. Враховуючи сучасну глобальну проблему абортів вистава має не тільки обласний, а й всеукраїнський резонанс і за роки існування постановки (прем'єра відбулася у 2008 році) було проведено десятки масштабних акцій проти абортів.
Останнім часом репертуар театру поповнився новими яскравими виставами і концертними програмами. Восени 2017 року відбулась прем'єра вистави «Вій» у постановці з.а. України Петра Авраменка, також із великим успіхом йде melos-драма з елементами кінохроніки «Show must go on або „Пси на ланцюгу“» (за мотивами роману Дж. Джонса «Віднині і навіки». Режисер — з.д.м. України Наталія Тімошкіна.
Театр займає активну позицію у розвитку і примноженні національного мистецтва. В діючому репертуарі твори української класики: драма в стилі етно-модерн «Украдене щастя» І.Франко (режисер — з.д.м України Н. Тімошкіна), трагікомедія «Кайдашева сімя» І.Нечуй-Левицький (режисер — І.Войтюк), музична комедія «Фараони» О.Коломійця (режисер н.а. України — Г. Артеменко), музична комедія «За двома зайцями» М.Старицький (режисер — н.а. України Г. Артеменко), народна бувальщина «Вій» М.Гоголь (режисер з.а. України П. Авраменко), жарт «Пошились у дурні» М.Кропивницький (режисер В. Давидюк).
Поруч з українською класикою в репертуарі є твори сучасної української драматургії та світової класики, як то: грузинський водевіль «Ханума» А.Цагарелі (режисер з.д.м України Н. Тімошкіна), вистава парадокс «Заповіт цнотливого бабія» А.Крим (режисер — з.д.м України Н. Тімошкіна), музична містерія «Duo або П'ятниця 13-го»(режисер з.д.м України Н. Тімошкіна), melos-драма з елементами кінохроніки"Show must go on" В.Осляк (режисер з.д.м України Н.Тімошкіна), драма про війну та кохання «Ода радості» В.Осляк (режисер В. Осляк).
Режисери театру приділяють значну увагу дитячому репертуару. Використовуючи визнані твори дитячої класичної літератури, театр виховує почуття гарного смаку у дітей, адже діти — це майбутній вихований дорослий глядач. Дитячий репертуар останніх років включає п'єси: «Золотий ключик або пригоди Буратіно» О.Толстой (режисер з.д.м України Н Тімошкіна); «Мауглі» (режисер з.д.м України Н Тімошкіна); «Муха-цокотуха» К.Чуковський (режисер І.Антонюк); «Попелюшка» Г. Х. Андерсен (режисер І. Антонюк); «Троє поросят» М.Рогова (режисер І.Антонюк); «Кицин дім» С.Маршак режисер І. Антонюк); «Аладдін» М.Рогова — за мотивами східної народної казки(режисер І. Антонюк);«Хід конем» В.Врублевський (режисер з.д.м України Н. Тімошкіна); «Снігова королева» Є.Шварц (режисер з.д.м України Н. Тімошкіна); «Аліса в країні чудес» Л.Керрол (режисер з.а. України П. Авраменко); «Подорож з драконом» (режисер з.а. України П.Авраменко); «Фантастична Мері»(режисер з.а. України П. Авраменко).
У Житомирському театрі успішно функціонує Мала сцена — тут йдуть драматичні камерні вистави, які глядачі із задоволенням відвідують, зокрема такі: скандал з антрактом «Вівця з вовчим поглядом» О.Мардань (режисер з.д.м України Н. Тімошкіна); моно вистава «Жінка в стилі джаз» В.Дьяченко (головна героїня — з.а. України Марина Демб, режисер з.д.м. України Н.Тімошкіна). Вистава отримала нагороду в номінації «За потужну акторську енергетику» у XVII    Міжнародному театральному фестивалі  моно вистав "Відлуння-2015″ (м. Київ); лірична комедія «Зовсім інші» П.Авраменко (режисер з.а. України П. Авраменко). У 2019 році вистава здобула перемогу у номінації: «За кращу чоловічу роль»(Дмитро Зіневич) та «За кращу жіночу роль» (з.а. України Марина Букша) акторів театру у Міжнародному театральному фестивалі камерних вистав AndriyivskiFest UkrainianFormat у м. Києві.